# 罗摩功行录
《罗摩功行录》，古印度诗人杜勒西达斯的诗歌，用印地语写作而成。概述根据梵文史诗《罗摩衍那》、《神灵罗摩衍那》改写而成。是16世纪古印度的文学作品。

## 内容
- 第一篇《童年》，讲述罗摩降生、长大、降妖、婚姻。
- 第二篇《阿逾陀篇》，讲述罗摩舍弃王位去森林生活，于是婆罗多去森林里请他回来。
- 第三篇《森林篇》
- 第四篇《猴国篇》
- 第五篇《美妙篇》
- 第六篇《楞伽篇》，讲述罗摩和十首王的战争。
- 第七篇《后篇》，讲述罗摩当国君之后的太平盛世。

## 思想
部分学者认为该诗歌刻画了古印度的封建社会。部分学者认为该书是抗击伊斯兰教文化对古印度文化的冲击。

## 版本
中国大陆翻译家金鼎汉翻译了该书的中文简体版。